# Abdol-Reza Pahlavi
 (octobre 2013).
Si vous disposez d'ouvrages ou d'articles de référence ou si vous connaissez des sites web de qualité traitant du thème abordé ici, merci de compléter l'article en donnant les références utiles à sa vérifiabilité et en les liant à la section « Notes et références ».
Le prince Abdol-Reza Pahlavi (en persan: عبدالرضا پهلوی), né le 19 août 1924 à Téhéran et mort le 11 mai 2004 en Floride aux États-Unis, est le demi-frère du dernier chah d'Iran, Mohammad Reza Pahlavi. Il est issu de l'union de Reza Pahlavi (chah d'Iran de 1925 à 1941) alors qu'il était ministre de la Guerre avec une princesse Qadjare, Esmat Dowlatshahi, sa quatrième et dernière épouse. Étant issu d'une princesse Qadjare, il n'est donc pas dynaste, selon les lois dynastiques de la maison Pahlavi.

## Biographie
Le prince Abdol-Reza passe son enfance avec ses trois frères Ahmad-Reza, Mahmoud-Reza, et Hamid-Reza, ainsi que sa sœur Fatimah, au palais de Marbre de Téhéran avec leurs parents, puis il poursuit ses études secondaires avec ses frères au Rosey en Suisse. Il est donc parfaitement francophone. Lorsque son père abdique et qu'il est condamné par les Britanniques à l'exil en 1941, il le suit à l'île Maurice, puis à Johannesbourg, jusqu'en 1944, date de la mort de son père. Pendant ces années, des rumeurs circulent selon lesquelles Abdol-Reza serait préféré par les Alliés pour devenir chah d'Iran à la place de Mohammad-Reza, jugé trop volontaire.
Il poursuit ensuite ses études à l'université d'Harvard en Business administration et économie politique à l'issue desquelles il retourne en Iran en 1947. Il est considéré comme le plus intelligent des frères du chah. Il épouse une femme divorcée, Pari Sima Zand (née en 1930, fille d'un ancien gouverneur-général d'Azerbaïdjan oriental), en 1950 à Téhéran, dont il a deux enfants, Kamyar (né en 1952) et Sarvenaz (née en 1955).
Le prince est un chasseur passionné, jugé comme le meilleur fusil d'Iran à cette époque. Pendant le règne de son demi-frère, il préside différentes associations environnementales dont l'International Council for Game & Wildlife Conservation.
Il dirige l'organisation du Plan en 1954-1955 et se lance dans les affaires, investissant dans les mines, et dans des compagnies agricoles. Il quitte l'Iran pour les États-Unis pendant les troubles qui précèdent la révolution iranienne de 1979 et l'abolition de la monarchie.